# ایغود
ایغود (به فرانسوی: Ighoud) یک شهرک در مراکش است که در استان یوسفیه واقع شده‌است. ایغود ۱٬۴۷۵ نفر جمعیت دارد.